# Anyphaenoides
Anyphaenoides es un género de arañas araneomorfas de la familia Anyphaenidae. Se encuentra en América.

## Especies
Según The World Spider Catalog 12.0:
- Anyphaenoides brescoviti Baert, 1995
- Anyphaenoides clavipes (Mello-Leitão, 1922)
- Anyphaenoides cocos Baert, 1995
- Anyphaenoides coddingtoni Brescovit, 1998
- Anyphaenoides irusa Brescovit, 1992
- Anyphaenoides katiae Baert, 1995
- Anyphaenoides locksae Brescovit & Ramos, 2003
- Anyphaenoides octodentata (Schmidt, 1971)
- Anyphaenoides pacifica (Banks, 1902)
- Anyphaenoides placens (O. Pickard-Cambridge, 1896)
- Anyphaenoides pluridentata Berland, 1913
- Anyphaenoides samiria Brescovit, 1998
- Anyphaenoides sialha Brescovit, 1992
- Anyphaenoides volcan Brescovit, 1998
- Anyphaenoides xiboreninho Brescovit, 1998
- †Anyphaenoides bulla (Wunderlich, 1988)